# USS Walker (DD-517)
USS Walker (DD-517) là một tàu khu trục lớp Fletcher được Hải quân Hoa Kỳ chế tạo trong Chiến tranh Thế giới thứ hai. Nó là chiếc tàu chiến thứ hai của Hải quân Mỹ được đặt theo tên Đô đốc John Grimes Walker (1835-1907), người tham gia cuộc Nội chiến Hoa Kỳ. Nó được cho xuất biên chế không lâu sau khi Thế Chiến II kết thúc, tái biên chế trở lại năm 1950 và tiếp tục hoạt động trong Chiến tranh Triều Tiên và Chiến tranh Việt Nam, cho đến khi ngừng hoạt động năm 1969. Nó được bán cho Ý cùng năm này và hoạt động cùng Hải quân Ý như là chiếc Fante (D-561) cho đến khi bị tháo dỡ năm 1977. Walker được tặng thưởng tổng cộng mười một Ngôi sao Chiến trận qua ba cuộc chiến tranh.

## Thiết kế và chế tạo
Walker được đặt lườn tại xưởng tàu của hãng Bath Iron Works Corp. ở Bath, Maine vào ngày 31 tháng 8 năm 1942. Nó được hạ thủy vào ngày 31 tháng 1 năm 1943; được đỡ đầu bởi cô Sarah C. Walker; và nhập biên chế vào ngày 3 tháng 4 năm 1943 dưới quyền chỉ huy của Hạm trưởng, Trung tá Hải quân O. F. Gregor.

## Lịch sử hoạt động

### 1943
Walker trải qua bảy tháng phục vụ đầu tiên tại khu vực Đại Tây Dương, khi nó tham gia các nhiệm vụ hộ tống vận tải tại vùng biển Caribe và thực tập huấn luyện để chuẩn bị làm nhiệm vụ chiến đấu tại Mặt trận Thái Bình Dương. Vào ngày 7 tháng 8 năm 1943, nó tham gia bắt giữ 43 người sống sót của tàu ngầm U-boat Đức Quốc Xã U-615, sau khi chiếc này bị hư hại do các cuộc không kích ngoài khơi Cuba. Nó cũng đảm nhiệm việc hộ tống đưa Ngoại trưởng Hoa Kỳ Cordell Hull đi từ San Juan, Puerto Rico đến Casablanca, Bắc Phi, một phần của chuyến đi nhằm tham dự Hội nghị Moskva vào tháng 10 năm 1943.

### 1944
Walker băng qua kênh đào Panama vào ngày 1 tháng 11 năm 1943 để tham gia lực lượng được tập trung cho việc chiếm đóng Tarawa. Sau một tháng hoạt động tại khu vực này, chiếc tàu khu trục tham gia Chiến dịch quần đảo Marshall từ ngày 29 tháng 1 đến ngày 8 tháng 2 năm 1944. Sau đó nó gia nhập lực lượng tại Funafuti cho chiến dịch chiếm đóng Kwajalein; và trong thành phần đơn vị tàu tuần dương hạng nặng làm nhiệm vụ bắn phá, nó tham gia nhiều đợt bắn pháo vô hiệu hóa đối phương tại Wotje và Taroa. Sự kháng cự duy nhất từ phía Nhật Bản là từ các khẩu pháo phòng thủ duyên hải vốn khó có thể bắn trúng đích.
Từ tháng 3 đến tháng 6, Walker hoạt động tại khu vực Nam Thái Bình Dương, hộ tống các đoàn tàu chở quân và tiếp liệu từ Guadalcanal đến Bougainville, và đến nhiều địa điểm tại New Guinea. Các lần ghé thăm cảng của nó trong giai đoạn này bao gồm cảng Purvis, Tulagi; vịnh Nữ hoàng Augusta, Bougainville; vịnh Milne và Buna, Papua New Guinea.
Chiến dịch quần đảo Mariana do lực lượng dưới quyền Đô đốc Raymond A. Spruance tiến hành, bao gồm các cuộc đổ bộ lên Saipan, Tinian và Guam. Walker được phối thuộc cùng một đội tàu sân bay hộ tống có nhiệm vụ hỗ trợ trên không cho lực lượng đổ bộ hướng đến Guam. Đội đặc nhiệm xuất phát từ Kwajalein vào tháng 6, nhưng do sự căng thẳng ác liệt của việc chiếm đóng Saipan, cuộc đổ bộ lên Guam bị trì hoãn và các con tàu quay trở lại Eniwetok. Walker đi đến Trân Châu Cảng để tổng dượt cho cuộc đổ bộ được lên kế hoạch xuống đảo Yap.
Rời Trân Châu Cảng vào tháng 9, Walker được điều sang Đệ Thất hạm đội như một tàu hỗ trợ hỏa lực cho cuộc đổ bộ lên Philippines. Đội tàu vận chuyển và khu trục khởi hành từ Manus và đi đến vịnh Leyte vào ngày 20 tháng 10. Trong chiến dịch này, nó tham gia tác chiến phòng không lần đầu tiên và đã bắn rơi một máy bay đối phương cũng như hỗ trợ hỏa lực tại khu vực Dulag. Các tàu vận tải nhanh chóng chất dỡ rồi lên đường cùng với Walker và các tàu hộ tống khác, trước khi Hạm đội Liên hợp Nhật Bản can thiệp và trận Hải chiến vịnh Leyte diễn ra vào các ngày 24 và 25 tháng 10.
Đội tàu đi đến Morotai để tiếp tục vận chuyển binh lính tăng viện đến Leyte. Tại Morotai, các cuộc không kích đêm của Nhật Bản quấy phá các con tàu nhưng chỉ gây ít thiệt hại. Đội quay trở lại Leyte sau đó để đổ bộ binh lính, chịu đựng những cuộc không kích của máy bay ném bom-ngư lôi và máy bay tấn công cảm tử Kamikaze trên đường đi, nhưng không bị thiệt hại nào. Sau một chặng dừng ngắn tại Palau, chiếc tàu khu trục được lệnh quay trở về nhà, và nó về đến Xưởng hải quân Mare Island, San Francisco, California vào ngày 24 tháng 12.

### 1945
Sau khi hoàn tất đại tu vào tháng 3 năm 1945, Walker gia nhập Lực lượng Đặc nhiệm 58 dưới quyền Phó đô đốc Marc Mitscher tại Ulithi thuộc quần đảo Caroline. Lực lượng đi đến ngoài khơi Kyūshū và Honshū tại chính quốc Nhật Bản, tiến hành không kích để vô hiệu hóa không lực đối phương.
Sau các cuộc không kích này, Lực lượng Đặc nhiệm 58 tiếp tục đi đến Okinawa để hỗ trợ cho cuộc đổ bộ tại đây vào ngày 1 tháng 4. Đang khi làm nhiệm vụ cột mốc canh phòng một mình cách lực lượng chính 12 nmi (22 km), Walker thường xuyên chịu đựng các cuộc tấn công của máy bay cảm tử Kamikaze; một chiếc đã thả một quả ngư lôi ngay sau hoàng hôn vốn đã đi sát đuôi tàu. Trong đêm đó, sự cơ động linh hoạt và hỏa lực phòng không chính xác đã giúp đánh trả ba đợt tấn công khác. Vào ngày 7 tháng 4, một máy bay tiêm kích A6M Zero "Zeke" lượn vòng chung quanh con tàu trước khi đâm bổ vào cầu tàu bên mạn phải; nó đâm sượt bên cạnh mạn tàu trước khi nổ tung dưới nước, rải một cơn mưa mảnh vụn và xác viên phi công tự sát Nhật Bản.
Sau 80 ngày liên tục ở ngoài khơi, lực lượng đặc nhiệm quay trở về cảng; Walker kéo chiếc Haggard (DD-555) đi đến Kerama Retto gần Okinawa sau khi chiếc tàu khu trục chị em bị máy bay kamikaze đánh trúng. Walker tiếp tục các hoạt động trong suốt tháng 7 và tháng 8 cùng Đệ Tam hạm đội, không gặp sự kháng cự trên không của đối phương. Nó nằm trong thành phần lực lượng đã bắn phá Kamaishi, Honshū thuộc chính quốc Nhật Bản vào ngày 18 tháng 7, và một cuộc tấn công tương tự xuống Hammahatsu trước khi quay trở lại Kamaishi. Sau khi xung đột kết thúc, nó tiến vào vịnh Tokyo sau một thời gian làm nhiệm vụ giải cứu không-hải trong giai đoạn đầu của cuộc đổ bộ chiếm đóng.
Vào ngày 1 tháng 11, Walker về đến San Pedro, California; và vào ngày 31 tháng 5 năm 1946 nó được cho xuất biên chế và được đưa về lực lượng dự bị tại San Diego, California.

### 1950 - 1963

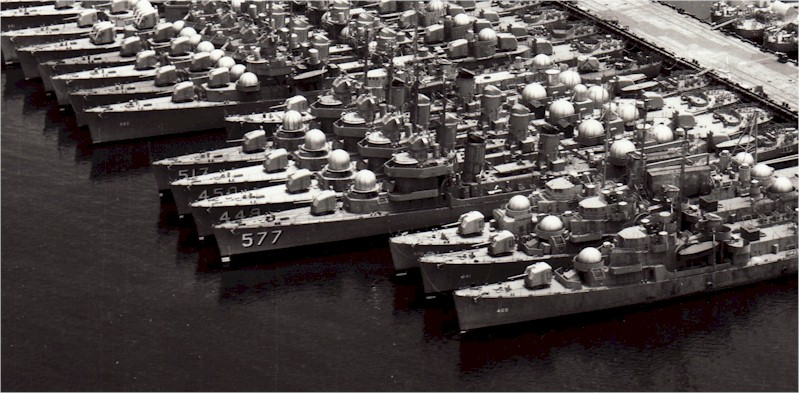
Walker trong thành phần hạm đội dự bị tại San Diego, 1950

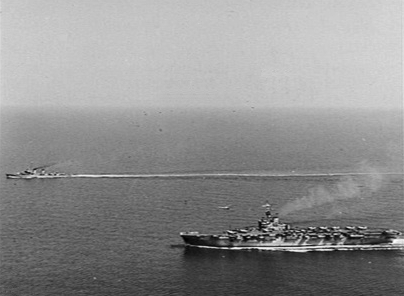
Walker hộ tống cho tàu sân bay Australia HMAS Sydney ngoài khơi Triều Tiên, 1951

Walker bị bỏ không cho đến ngày 15 tháng 9 năm 1950, khi nó được cho nhập biên chế trở lại và được cải biến thành một tàu khu trục hộ tống với ký hiệu lườn DD-E449. Con tàu được đại tu tại xưởng tàu cho đến ngày 27 tháng 2 năm 1951, và sau chuyến đi chạy thử máy huấn luyện, nó rời San Diego để tham gia Chiến dịch Greenhouse, cuộc thử nghiệm bom nguyên tử tại Eniwetok cho đến tháng 6 năm 1951. Sang tháng sau, nó gia nhập Hải đội Khu trục Hộ tống 1 mới được thành lập đặt căn cứ tại Trân Châu Cảng, Hawaii, và tiếp tục ở lại khu vực này cho đến tháng 11, khi nó lên đường đi sang khu vực Tây Thái Bình Dương để tham gia lực lượng phong tỏa của Liên Hợp Quốc, có nhiệm vụ hỗ trợ lực lượng trên bộ trong cuộc Chiến tranh Triều Tiên. Con tàu đã hộ tống lực lượng đặc nhiệm tàu sân bay nhanh trong nhiệm vụ hỗ trợ lực lượng trên bờ qua các cuộc không kích chiến lược.
Walker quay trở về Trân Châu Cảng vào tháng 3 năm 1952, tiến hành các hoạt động huấn luyện và thực tập thường lệ trong những tháng tiếp theo. Vào ngày 2 tháng 6, nó lên đường cho lượt bố trí thứ hai tại khu vực Tây Thái Bình Dương. Từ đó cho đến ngày 29 tháng 12 năm 1963, con tàu đã có tổng cộng chín lượt phục vụ tại Viễn Đông, tham gia các cuộc thực tập chống tàu ngầm và nhiều hoạt động khác cùng đội đặc nhiệm của nó, phối hợp cùng các đơn vị Hải quân Cộng hòa Hàn Quốc và Lực lượng Phòng vệ biển Nhật Bản, và thực hiện các chuyến viếng thăm thiện chí đến các cảng nước ngoài. Con tàu đã trợ giúp nhân đạo cho vụ hỏa hoạn tại thị trấn Koniya, Amami Ōshima, Nhật Bản vào tháng 9 năm 1958, và tham gia thu hồi tàu vũ trụ Mercury-Atlas 8 thuộc Chương trình Mercury vào ngày 28 tháng 9 năm 1962.

### 1964 - 1965

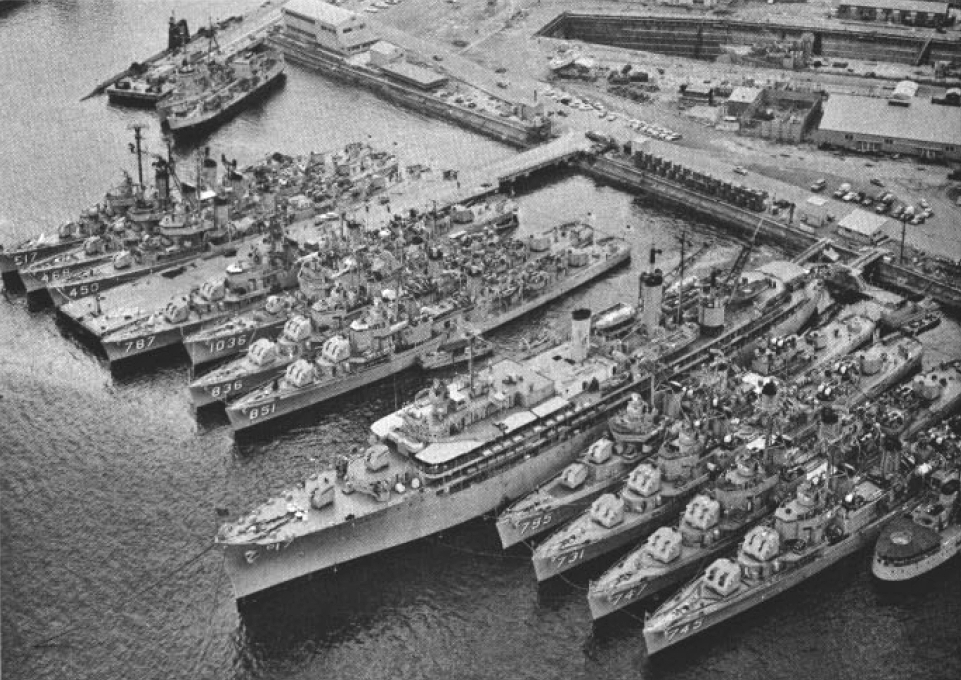
USS Walker (DD-517) cùng các tàu khác tại Yokosuka, khoảng năm 1960

Vào ngày 4 tháng 1 năm 1964, Walker được bảo trì trong hai tuần tại Trân Châu Cảng cùng tàu tiếp liệu khu trục Bryce Canyon (AD-36), và đến ngày 31 tháng 1, nó đi vào Xưởng hải quân Trân Châu Cảng để được đại tu, hoàn tất vào ngày 30 tháng 4. Chiếc tàu khu trục hộ tống tiến hành các hoạt động tại chỗ và huấn luyện ôn tập, và tham gia việc quay bộ phim None But The Brave vào ngày 19 tháng 5 tại đảo Kauai. Sau khi hoàn tất huấn luyện ôn tập, con tàu được bảo trì cho đến tháng 6. Nó hoạt động tại chỗ trong mùa Hè, tiếp tục tham gia việc quay bộ phim In Harm's Way vào ngày 17 tháng 8, rồi trong tháng 10 và tháng 11, nó được thanh tra tình trạng sẵn sàng chiến đấu. Công việc hoàn tất vào ngày 20 tháng 11, ba ngày trước khi nó lên đường cho một lượt bố trí khác sang khu vực Tây Thái Bình Dương.
Vào ngày 3 tháng 12, Walker đi đến Yokosuka, Nhật Bản, nơi nó tham gia cuộc tập trận Tall Back cùng tàu sân bay Yorktown (CVS-10). Sau đó nó tham gia tuần tra để ngăn chặn tàu buồm xâm nhập vận chuyển vũ khí từ Cộng hoà Nhân dân Trung Hoa và Bắc Việt Nam vào Nam Việt Nam. Nó cũng làm nhiệm vụ tuần tra tại eo biển Đài Loan trong một tháng mà không gặp sự cố gì. Nó rời vùng biển Việt Nam vào ngày 27 tháng 4 năm 1965, và sau một chặng dừng ngắn tại Yokosuka, Nhật Bản, nó về đến Trân Châu Cảng vào ngày 13 tháng 5. Con tàu được bảo trì trong tháng 5 và tháng 6, rồi trải qua thời gian còn lại của năm cho các hoạt động tại chỗ. Nó vào ụ tàu để bảo trì vào ngày 8 tháng 12.

### 1966

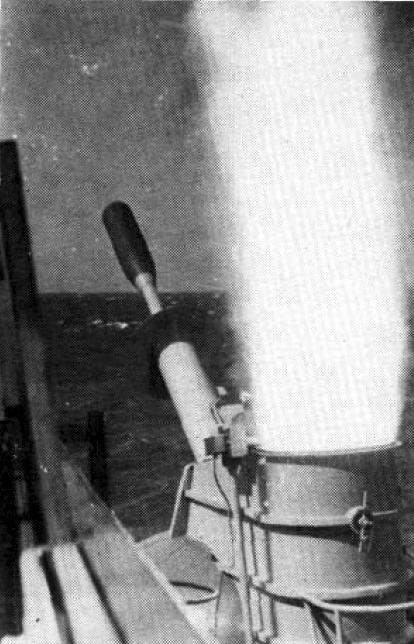
RUR-4 Weapon Alpha được phóng từ USS Walker

Walker khởi đầu năm 1966 với các hoạt động tại chỗ và chuẩn bị để được bố trí hoạt động ra nước ngoài. Nó bắt đầu một chuyến đi kéo dài sáu tháng từ ngày 7 tháng 2, đi đến Yokosuka ngang qua đảo san hô Midway mười ngày sau đó. Nó lại làm nhiệm vụ tại Biển Đông từ ngày 28 tháng 2 trong vai trò tàu canh phòng máy bay và hỗ trợ hỏa lực hải pháo, tham gia hoạt động tác chiến lần đầu tiên trong Chiến tranh Việt Nam vào ngày 5 tháng 3 để hỗ trợ các hoạt động của lực lượng Hoa Kỳ và Đồng Minh. Đợt hoạt động này xen kẻ với những chuyến tuần tra tại eo biển Đài Loan cùng những lúc được nghỉ ngơi và bảo trì tại Cơ Long, Đài Loan; và Hong Kong.
Walker quay trở lại Qui Nhơn, Nam Việt Nam vào ngày 22 tháng 4, tiếp nối các hoạt động hỗ trợ, và đã nả pháo xuống các khu vực tiếp liệu và tập trung quân ven biển của đối phương. Lần đầu tiên sau Thế Chiến II, nó chịu đựng hỏa lực đối phương đối phương là những loạt súng máy bắn từ bờ biển khi xuồng của nó liên lạc với những trinh sát pháo binh và cố vấn trên bờ. Vào ngày 26 tháng 4 năm 1966, con tàu đã hỗ trợ cho Chiến dịch Osage, một cuộc tấn công đổ bộ lên Chu Lai, khi nó bắn pháo trực tiếp, quấy phá và can thiệp theo yêu cầu; sau đó là một hoạt động hộ tống cho lực lượng Thủy quân Lục chiến di chuyển từ Đà Nẵng đến Căn cứ Phú Bài, Thừa Thiên vào ngày 28 tháng 4. Nó được cho tách ra vào ngày 1 tháng 5 để di chuyển độc lập ngang qua vịnh Buckner, Okinawa đến Sasebo, Nhật Bản để sửa chữa.
Walker lên đường vào ngày 17 tháng 5 để đi vịnh Manila, Philippines, nơi nó tham gia một cuộc tập trận chống tàu ngầm của Tổ chức Hiệp ước Đông Nam Á (SEATO) kéo dài cho đến ngày 6 tháng 6. Sau đó nó tham gia cùng tàu khu trục hộ tống Taylor (DDE-468) cho một lượt tuần tra tại eo biển Đài Loan kéo dài một tháng, nơi nó cứu giúp một tàu đánh cá Đài Loan bị trôi dạt trong 48 giờ. Nó quay trở về Yokosuka, Nhật Bản vào ngày 8 tháng 7.
Thay vì quay trở về nhà, Walker được lệnh thay thế cho tàu khu trục Walke (DD-723) tham gia cuộc tập trận chống tàu ngầm trong biển Nhật Bản, có sự tham gia của các đơn vị thuộc Lực lượng Phòng vệ Biển Nhật Bản và Hải quân Cộng hòa Hàn Quốc. Vào ngày 24 tháng 7, một tàu khu trục lớp Kotlin của Liên Xô được phát hiện đang theo dõi đội tàu Đồng Minh, và Walker được phân công đi kèm theo con tàu Nga, ngăn không cho nó tiếp cận đội hình. Nó lại được phân công giám sát tàu trinh sát điện tử Liên Xô Izmeritel cải trang thành một tàu đánh cá vào ngày 29 tháng 7.
Đến ngày 1 tháng 8, Walker được cho tách ra để đi Yokosuka, nơi nó bắt đầu hành trình quay trở về Hawaii, về đến Trân Châu Cảng vào ngày 10 tháng 8. Nó đi vào Xưởng hải quân Trân Châu Cảng vào ngày 19 tháng 9 để đại tu, vốn kéo sang đến năm 1967.

### 1967
Việc đại tu hoàn tất vào ngày 3 tháng 2 năm 1967, và Walker tiến hành huấn luyện ôn tập trước khi rời Trân Châu Cảng vào ngày 18 tháng 4 để hướng sang Nhật Bản. Từ ngày 4 đến ngày 17 tháng 5, đội đặc nhiệm tiến vào biển Nhật Bản để thao diễn kỹ năng phòng không và chống tàu ngầm cùng các đơn vị của Lực lượng Phòng vệ Biển Nhật Bản.
Vào ngày 10 tháng 5, Walker thay phiên cho tàu khu trục Taylor (DDE-468) trong nhiệm vụ hộ tống cho tàu sân bay Hornet (CV-12), và chống lại sự quấy nhiễu của một tàu khu trục lớp Kotlin (DD-022) Liên Xô vốn đã tìm cách tiếp cận Hornet và quấy rối đội hình đội đặc nhiệm; một vụ va chạm đã xảy ra gây hư hại nhẹ cho cả hai con tàu. Sang ngày hôm sau, trong khi nó tiếp tục làm nhiệm vụ hộ tống cho đội đặc nhiệm vào lúc xế trưa, một tàu khu trục lớp Krupnyy (DDGS-025) Liên Xô lại cơ động để tìm cách tiếp cận Hornet, và Walker lại phải cơ động để ngăn chặn. Con tàu Xô Viết ra tín hiệu rẽ trái, trong khi Walker cảnh báo không được cắt ngang trước mũi của nó. Tàu Xô Viết đổi hướng và va chạm với tàu Hoa Kỳ, gây hư hại nhẹ cho cả hai. Sau khi hoàn tất cuộc tập trận cùng Hải quân Cộng hòa Hàn Quốc, Walker quay trở về Sasebo, Nhật Bản, tổ chức họp báo để công bố thông tin liên quan đến sự cố trong biển Nhật Bản.
Đi đến vịnh Bắc Bộ vào ngày 25 tháng 5, đã phục vụ trong nhiều vai trò khác nhau: bắn hỏa lực theo yêu cầu, bắn pháo quấy rối và can thiệp theo hướng dẫn của máy bay trinh sát; hoạt động như tàu giải cứu cho các tàu sân bay Hornet, Bon Homme Richard (CV-31) và Constellation (CV-64); và bắn pháo hỗ trợ cho nhiều đơn vị Lục quân và Thủy quân Lục chiến khác nhau. Vào chiều tối ngày 15 tháng 7, đang khi bắn pháo hỗ trợ về phía Nam mũi Ba Làng An, Quảng Ngãi, nó nhận được tin tức về một tàu đánh cá của Bắc Việt Nam tìm cách xâm nhập và đổ bộ lên khu vực phụ cận để vận chuyển vũ khí. Chiếc tàu khu trục đã tấn công chiếc tàu đánh cá vũ trang và bắn hỏa lực trấn áp đối phương trên bãi biển. Chiếc tàu đánh cá bị mắc cạn và bị thủy thủ đoàn bỏ lại với một số lượng lớn vũ khí, đạn dược và thiết bị phá hoại bị lực lượng Hoa Kỳ tịch thu.
Walker tham gia Chiến dịch Beacon Guide như một tàu hỗ trợ hỏa lực hải pháo vào ngày 20 tháng 7, và đã tham gia bắn pháo chuẩn bị cho cuộc tấn công đổ bộ bằng máy bay trực thăng xuống phía Nam Huế. Sau một giai đoạn bảo trì ngắn tại Đài Loan, nó quay trở lại vịnh Bắc Bộ vào ngày 9 tháng 8 và hoạt động cùng tàu sân bay Intrepid (CV-11) trong một tuần trước khi lên đường đi Hong Kong. Nó gia nhập trở lại cùng Hornet, và đội đặc nhiệm đi đến Hong Kong vào ngày 16 tháng 8, rồi chuyển đến Sasebo, Nhật Bản để sửa chữa. Chiếc tàu khu trục hộ tống quay trở lại v ̣inh Bắc Bộ vào ngày 7 tháng 9, được cho tách ra ba ngày sau đó để đi đến quần đảo Hoàng Sa trong Biển Đông, tiến hành khảo sát và thu thập thông tin tình báo tại hòn đảo do Trung Quốc chiếm đóng.
Quay trở lại vùng biển ngoài khơi Việt Nam, Walker trình diện cùng Coral Sea (CV-43) để hoạt động trong thành phần hộ tống cho chiếc tàu sân bay, trải qua phần lớn tháng 9 tham gia một loạt các cuộc thực tập chống tàu ngầm. Nó gia nhập trở lại cùng Hornet vào ngày 27 tháng 9, và đã giải cứu bốn thành viên từ một máy bay bị rơi xuống biển do hỏng động cơ sau khi cất cánh. Nó quay trở lại hoạt động thực tập chống tàu ngầm vào ngày 1 tháng 10, rồi đi đến Yokosuka để bảo trì trước khi quay trở về khu vực Đông Thái Bình Dương. Con tàu về đến Trân Châu Cảng vào ngày 23 tháng 10, trải qua một tháng nghỉ ngơi, huấn luyện cùng một chuyến đi huấn luyện dự bị. Thủy thủ đoàn được nghỉ phép từ ngày 15 tháng 12.

### 1968
Walker trải qua tám tháng hoạt động từ cảng nhà để huấn luyện và chuẩn bị cho lượt bố trí cuối cùng của nó sang khu vực Tây Thái Bình Dương. Nó lên đường vào ngày 5 tháng 8 năm 1968, đi ngang qua Midway và Guam trước khi đi đến vịnh Subic, Philippines vào ngày 18 tháng 8, rồi tiếp tục đi sang Việt Nam. Nó làm nhiệm vụ canh phòng máy bay cho tàu sân bay America (CVA-66), và ngay đêm trực chiến đầu tiên đã cứu vớt một người bị rơi từ chiếc tàu sân bay. Vào ngày 13 tháng 11, nó được thay phiên để quay trở về bảo trì tại vịnh Subic, rồi đến ngày 1 tháng 12 đã đi đến địa điểm về phía Bắc Vũng Tàu làm nhiệm vụ hỗ trợ hỏa lực cho đến ngày 15 tháng 12.
Sau một lượt dừng tiếp nhiên liệu tại vịnh Subic, Walker tiếp tục đi đến Cebu, Philippines, đến nơi vào ngày 18 tháng 12 để tham gia cuộc tập trận Chiến dịch Handclasp. Nó quay trở lại vịnh Subic vào ngày 22 tháng 12 để được bảo trì trong năm ngày cặp bên mạn tàu tiếp liệu khu trục Samuel Gompers (AD-37), rồi lên đường vào ngày 29 tháng 12 để quay trở lại Việt Nam, làm nhiệm vụ canh phòng máy bay cho tàu sân bay Constellation trong một tuần.

### 1969

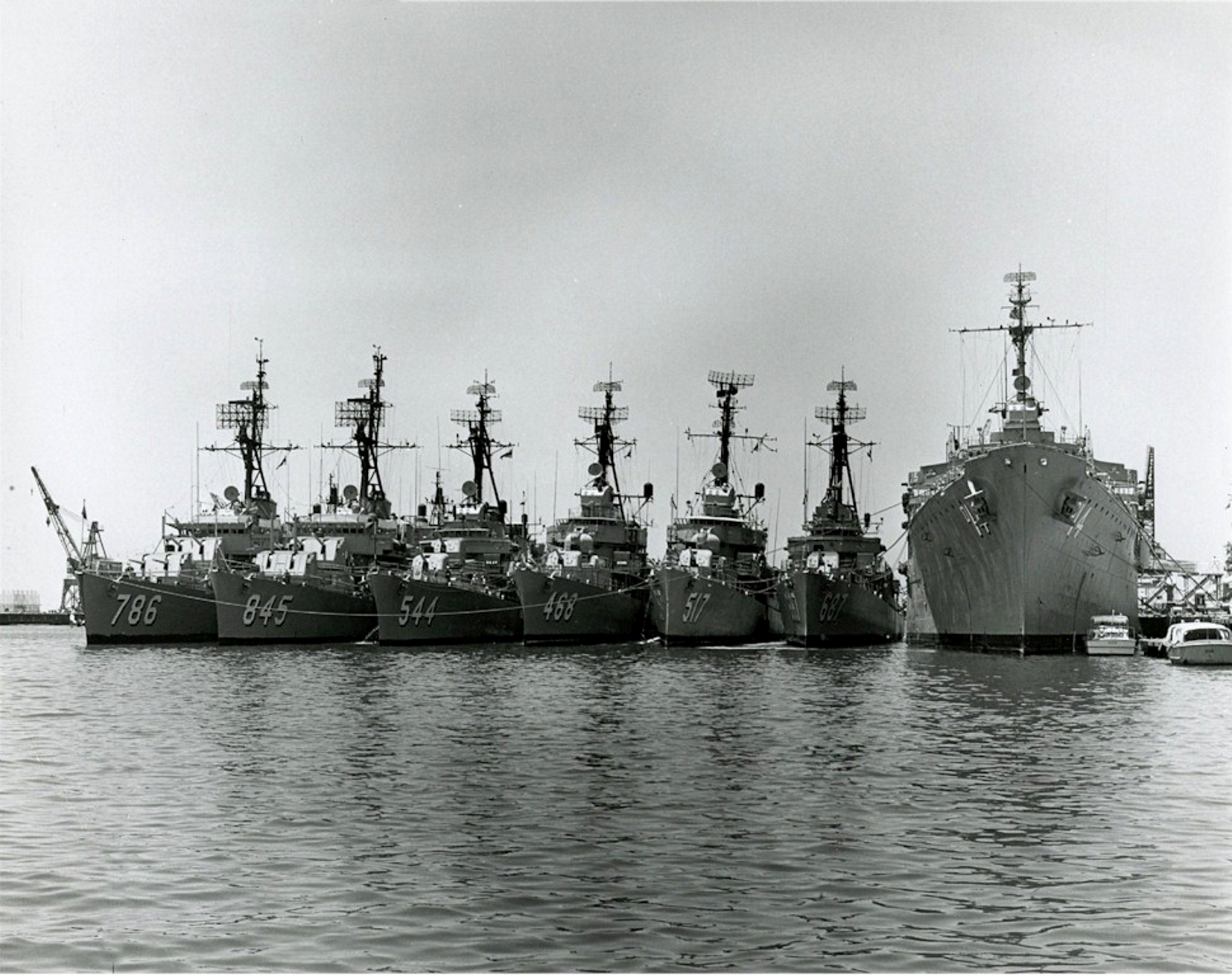
Walker cùng năm tàu khu trục khác cặp bên mạn tàu tiếp liệu khu trục

Vào ngày 5 tháng 1 năm 1969, Walker lên đường để viếng thăm Hong Kong và vịnh Subic, trước khi tham gia cùng ba tàu khu trục để lên đường đi Australia và New Zealand. Nó cùng Taylor viếng thăm Wollongong và Melbourne, Australia; cùng Auckland, New Zealand trước khi quay trở lại Trân Châu Cảng vào ngày 28 tháng 2. Sang tháng 3 nó được nghỉ phép, và đến cuối tháng đó nó nhận tin tức sẽ được xuất biên chế. Con tàu ở lại Trân Châu Cảng trong tháng 5, rồi lên đường đi San Diego vào ngày 2 tháng 6. Walker được rút biên chế và loại khỏi danh sách Đăng bạ Hải quân vào ngày 2 tháng 7 năm 1969.

### Fante(D-561)
Con tàu được bán cho Ý, nơi nó được đổi tên thành Fante (D-561). Fante rút khỏi phục vụ cùng Hải quân Ý vào năm 1977, và bị tháo dỡ sau đó.

## Phần thưởng
Walker được tặng thưởng sáu Ngôi sao Chiến trận trong do thành tích phục vụ trong Thế Chiến II, thêm hai Ngôi sao Chiến trận trong Chiến tranh Triều Tiên và ba Ngôi sao Chiến trận nữa trong Chiến tranh Việt Nam.